# Ice on Fire (Film)
Ice on Fire ist ein 2019 erschienener Dokumentarfilm von Leila Conners. Leonardo DiCaprio fungierte als Produzent und Sprecher des englischen Originals.

## Inhalt
Zu Beginn des Films wird eine Eislandschaft in der Arktis gezeigt. Man sieht die Wissenschaftlerin Jennifer Francis vom Woods Hole Research Center, die in einer Überwachungsstation für die Zusammensetzung der Luft die Werte der Klimagase Kohlenstoffdioxid und Methan überprüft. In weiteren Einblendungen informieren die Naturwissenschaftler Patricia Lang und Pieter Tans vom NOAA Institut in Colorado über die Folgen einer erhöhten Konzentration von Klimagasen in der Erdatmosphäre und die Rolle des Menschen dabei.
Doktor Michael Mann klärt über weitere Folgen des Klimawandels, wie den Anstieg des Meeresspiegels, Trinkwasserknappheit und damit einhergehende Fluchtbewegungen auf.
Der Umweltminister von Island, Guðmundur Ingi Guðbrandsson, berichtet von den Folgen des Klimawandels für sein Land. Das rasante Schmelzen von Gletschern auf der Insel sei vor allem am Gletscherfluss Skeiðará zu erkennen. Eine einst über diesen Fluss gebaute Brücke führe heute nur noch über trockenen Boden.
Später werden mögliche Gegenmaßnahmen aufgezeigt, wie die Zucht von Austern oder das Pflanzen von Mammutbäumen in den USA.

## Rezeption
Der Film wird auf Letterboxd mit 3,3 von 5 möglichen Sternen bewertet. Auf Rotten Tomatoes bewerteten 90 % der Nutzer den Film positiv.